# Leon Rozpendowski
Leon Rozpendowski (n. 24 martie 1897 – d. 10 iulie 1972, Leszno, voievodatul Polonia Mare, Polonia) a fost un pictor polonez, specializat în reclamă, care spre a doua parte a vieții a abordat în picturi teme militare și maritime.

## Biografie
S-a născut în familia lui Stanisław Rospendowski, pădurar, și Salomea, născută Rakowska. În 1907-1911 a învățat la școala primară germană din Bruczkowo.
A participat la Primul Război Mondial ca voluntar în Balcani. A sosit la Leszno la începutul anilor 1920, mutându-se din Krzycko Wielkie⁠(d), unde deținea și administra o pensiune. În 1922 a fondat la Leszno, împreună cu inginerul T. Schulz, „Biuro Architektoniczne”. În 1923 a deschis pe str. Kościelna un atelier de decor și închiriere costume de teatru.
Ca pictor, s-a specializat în pictura de stindarde, diplome, steme, monograme, pictură în ulei, pictură pe și sub sticlă, aurire și panouri. A executat reclame artistice, decorațiuni, recuzită și costume pentru Teatrul Călător de Păpuși, care funcționa în Leszno în anii 1930.
La 15 septembrie 1923, s-a căsătorit cu Pelagia, născută Frankiewicz, cu care a avut doi copii: Wirginia și Tadeusz. Socrul său a fost Franciszek Frankiewicz, un insurgent din Polonia Mare, care a murit la 13 ianuarie 1919 la Lipno și a fost înmormântat în vechiul cimitir din Kościan.
Din 1923 a predat desen, literatură și reclamă la Școala de Industrie și Comerț din Leszno. În anii 1930 atelierul său, specializat în reclame, se numea „Rozpend”. Rozpendowski a inventariat porțile istorice din Leszno, inclusiv cele din cimitirul și sinagoga evreiască. A lucrat la renovarea bisericilor, a proiectat și construit altare, a pictat pe steaguri și alte obiecte bisericești.
A locuit în casa de pe str. Wolności 8 din Leszno. Acolo, într-un loc ascuns, asumându-și riscul de a fi deconspirat și persecutat, a păstrat fotografii făcute de germani care documentau execuția la 21 octombrie 1939 a mai multor cetățeni polonezi în scuarul Tadeusz Kościuszko. După război, a predat aceste materiale Comisiei de investigare a crimelor naziste. A fost deosebit de activ în plan artistic după cel de-al Doilea Război Mondial. În 1946, a fost unul dintre fondatorii Secțiunii Artiștilor, activând timp de câteva luni în cadrul Societății Culturale „K. Kurpiński”. A fost membru al comitetelor de organizare a expozițiilor, evenimentelor sociale și sportive.
În toamna anului 1947, cu ocazia aniversării a 400 de ani de la fondarea Leszno, într-un pavilion special a fost expusă o pictură cu dimensiunile de 37,5 x 5 m intitulată „Bătălia de la Psie Pole” (Bitwa na Psim Polu), pe care Rozpendowski a realizat-o împreună cu Karol Stobiecki.
A abordat teme militare în picturi precum „Bătălia de la Płowce (Bitwa pod Płowcami, dioramă 3x1,2 m), „Bătălia de la Lenino” (Bitwa pod Lenino, 2,5x1,2 m), „Apărarea Częstochowa” (Obrona Częstochowy), „Apărarea Głogów” (Obrona Głogowa), „Victorie” (Zwycięstwo), „Ultimul salut” (Ostatni Salut) și Lisowczyk . A pictat aproximativ 70 de tablouri pe teme maritime, printre care: Piłsudski, „Haller - nunta Poloniei cu marea” (Haller – zaślubiny Polski z morzem), „Żeromski - vânt maritim” (Żeromski – wiatr od morza), „Pescarul” (Rybak).
A fost ucis la 10 iulie 1972 în casa sa din str. Karasia din Leszno, de către chiriașul său, arestat ulterior la granița dintre Germania de Est și Germania de Vest. Pictorul a fost înmormântat la 15 iulie în cimitirul din ul. Kąkolewska.